# Canadian Singles Chart

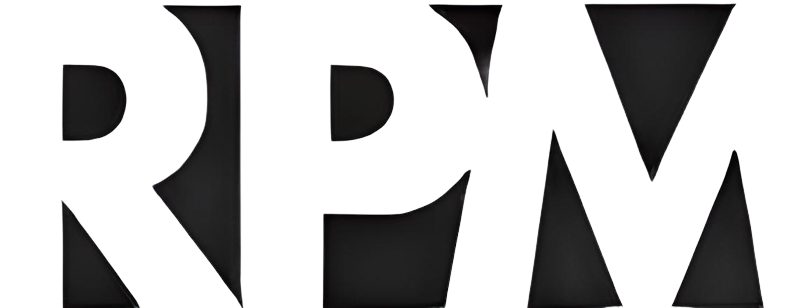
RPM est un magazine proposant dans la même veine que le Canadian Singles Chart un classement musical.

Le Canadian Singles Chart était un classement musical de 1996 à 2007.
Il était établi à partir des données de Nielsen Soundscan, un système d'information, qui suit les ventes de produits musicaux aux États-Unis et au Canada. Ce classement était publié le jeudi par le site Jam!.

## Historique
Quand les classements ont commencé en novembre 1996, il y avait 200 positions (dont le Top 50 publié par Jam!). Par la suite, à cause de la chute du marché des singles au Canada, seulement les 10 premières positions apparaissent. 
Depuis le début des années 1990, la vente de singles au Canada a beaucoup baissé et la plupart des chansons n'était plus disponible en support CD. Par conséquent, le classement musical ne reflétait que rarement les habitudes d'écoute des Canadiens. 
L'un des exemples les plus célèbres est le single d'Elton John, Candle in the Wind / Something About the Way You Look Tonight, qui est resté au top 20 pendant trois ans. Les ventes de compact disques chutent toujours plus dans les années 2000, avec l'essor du téléchargement numérique, si bien que les titres restent beaucoup plus longtemps dans les classements qu'auparavant (années 1990).
Billboard introduit son propre classement de singles, le Canadian Hot 100, le 7 juin 2007. Il est basé sur les téléchargements musicaux, selon les chiffres fournis par Nielsen SoundScan et les audiences radio de Nielsen BDS.